# Igisoła
Igisoła (ros. Игисола) – wieś (dieriewnia) w Rosji, w Mari El, w rejonie kużenierskim. W 2021 liczyła 99 mieszkańców.